# Повелитель драконов
«Повелитель драконов» (нем. Drachenreiter, англ. Dragon Rider) — полнометражный анимационный фильм в жанре фэнтези, основанный на одноименном романе Корнелии Функе. Главных героев картины (в англ. версии) озвучили Фредди Хаймор, Фелисити Джонс, Патрик Стюарт и Томас Сангстер.
В Германии премьера состоялась 1 октября 2020 года, в России фильм вышел в прокат 29 октября.

## Сюжет
В поисках нового дома для своего рода молодой серебристый дракон, его подруга-кобольд и мальчик-сирота Бен отправляются в невероятное путешествие через Гималаи.

## В ролях
- Фредди Хаймор
- Фелисити Джонс
- Патрик Стюарт
- Томас Сангстер
- Нонсо Анози
- Санджив Бхаскар
- Мира Сайал

## Производство
Старт производства фильма «Повелитель драконов» был объявлен 8 июня 2017 года. За сценарий экранизации романа, впервые опубликованного в 1997 году, взялся Джонни Смит, а за постановку ленты — режиссёр Томер Ешед. Анимация была создана по заказу компании Constantin Film в студиях Rise FX и Cyborn Studios. Работа над фильмом проходила в Берлине, Мюнхене и Антверпене. За финансы отвечал Фонд кино Баварии (FilmFernsehFonds Bayern).

## Релиз
В Португалии премьера ленты состоялась 2 июля 2020 года, в Аргентине первый показ запланирован на 3 сентября, в Германии — на 1 октября, в Турции — на 2 октября, в Словакии — на 22 октября. В российский прокат фильм вышел 29 октября.

## Маркетинг
Первый оригинальный (немецкий) тизер-трейлер фильма был опубликован в интернете компанией Constantin Film 6 марта 2020 года. Его локализованная версия появилась в сети 1 июня.